# Boikovo, Plovdiv
Boikovo (în bulgară Бойково) este un sat în comuna Rodopi, regiunea Plovdiv,  Bulgaria. 

## Demografie
Componența etnică a satului Boikovo
     Bulgari (86%)
     Nicio identificare (14%)
     Altele (0%)
La recensământul din 2011, populația satului Boikovo era de 100 locuitori. Din punct de vedere etnic, majoritatea locuitorilor (86,0%) erau bulgari. Pentru 14,0% din locuitori nu este cunoscută apartenența etnică.